# Neptuni(IV) oxide
Neptuni(IV) Oxide, còn được gọi với cái tên khác là neptuni dioxide, là một chất rắn hình lục giác màu xanh ôliu. Hợp chất này có khối lượng riêng lớn và công thức hóa học được quy định là NpO2. Nó là một sản phẩm phổ biến của sự phân hạch plutoni, và phát ra cả hai hạt α và γ.

## Thanh lọc
Là một sản phẩm phụ của chất thải hạt nhân, neptuni(IV) Oxide có thể được tinh chế bằng phương pháp flo hóa, tiếp theo là giảm lượng calci dư thừa với sự có mặt của iod. Tuy nhiên, phương pháp tổng hợp nói trên tạo ra một chất rắn hoàn toàn tinh khiết, với ít hơn 0,3% trọng lượng là của tạp chất. Nói chung, việc làm sạch thêm nữa là dư thừa và không cần thiết.

## Sử dụng
Neptuni(IV) Oxide cũng được sử dụng thực nghiệm để nghiên cứu về hóa học và vật lý hạt nhân, và người ta cho rằng hợp chất này có thể được sử dụng để chế tạo vũ khí hạt nhân hữu hiệu. Trong các lò phản ứng hạt nhân, neptuni(IV) Oxide cũng có thể được sử dụng làm kim loại mục tiêu để bắn vào nguyên tử plutoni.
Hơn nữa, bằng sáng chế cho một tên lửa do neptuni(IV) Oxide được giữ bởi Shirakawa Toshihisa © 2007, nhưng có rất ít thông tin có sẵn trong nghiên cứu và sản xuất liên quan đến một sản phẩm như vậy.